# Bastardiopsis
Bastardiopsis es un género con cinco especies de plantas de flores perteneciente a la familia  Malvaceae. Es originario de América. Fue descrito por Émile Hassler  y publicado en  Repertorium Specierum Novarum Regni Vegetabilis 8: 40, en el año 1910.

## Especies
- Bastardiopsis densiflora (Hook. & Arn.) Hassl.
- Bastardiopsis eggersii (Baker f.) Fuertes & Fryxell
- Bastardiopsis grewiifolia (Ulbr.) Fuertes & Fryxell
- Bastardiopsis myrianthus (Triana & Planch.) J.Fuertes & Fryxell
- Bastardiopsis turumiquirensis (Steyerm.) Fuertes & Fryxell